# Teenage Mutant Ninja Turtles: Turtles in Time
Teenage Mutant Ninja Turtles: Turtles in Time is een arcadespel geproduceerd door Konami in 1991, gebaseerd op de Teenage Mutant Ninja Turtles serie. Het spel is een vervolg op het originele arcadespel.
Het spel werd ook voor de SNES uitgegeven onder de naam Teenage Mutant Ninja Turtles IV: Turtles in Time in de Verenigde Staten, en als Teenage Mutant Hero Turtles IV: Turtles in Time in het Verenigd Koninkrijk. De SNES versie was het vierde TMNT spel geproduceerd voor de NES. Deze versie verschilde op sommige punten van de Arcadeversie.
De arcadeversie van Turtles in Time was ook een ontsluitbaar bonusspel in het spel Teenage Mutant Ninja Turtles 3: Mutant Nightmare voor de PlayStation 2, GameCube, en Xbox, maar met andere muziek en iets aangepaste graphics.

## Plot
Het spel begint op Liberty Island, waar April O'Neil aanwezig is voor een tv-reportage. Opeens duikt Krang op in een enorm exopak (dat maar een paar te zien was in de serie) en steelt het Vrijheidsbeeld. Kort hierna breekt Shredder in op de tv-uitzending en daag de Turtles uit. De Turtles haasten zich naar buiten en achtervolgen de Foot Clan door de straten en riolen (en in de Snes versie naar de Technodrome). Shredder wacht hen echter op en gebruikt een time warp om de Turtles en zijn leger naar het verleden te sturen. De Turtles moeten nu Shredders leger in het verleden en in de toekomst bevechten om thuis te komen.

## Speelwijze
Maximaal vier spelers kunnen tegelijk het spel spelen en de rol aannemen van Leonardo, Donatello, Michelangelo of Raphael. Zoals gewoonlijk in de TMNT spellen van de jaren 80 en 90 heeft Donatello de langzaamste aanval, maar het grootste bereik, Michelangelo en Raphael hebben snelle aanvallen maar een kort bereik en Leonardo zit qua snelheid en bereik net in het midden. Als toevoeging hieraan heeft elke Turtle een unieke aanval, die werd geïntroduceerd in het vorige consolespel, Teenage Mutant Ninja Turtles III: The Manhattan Project.
Een nieuwe mogelijkheid in dit spel is om een “power-attack” uit te voeren door een vijand meerdere keren na elkaar te raken, en de mogelijkheid om een vijand op te pakken en als wapen te gebruiken of uit het spel te gooien.
De knoppen en hun functies zijn standaard voor een arcadespel.

## Levels
De levels van de SNES-versie van het spel leken sterk op die van het originele arcadespel. De SMD/SG-versie van het spel had echter heel andere levels, maar gebruikte nog wel af en toe delen van het arcadespel.
De eerste levels van het spel spelen zich nog af in het hedendaagse New York. Het spel begint op een bouwplatform in het level "Big Apple, 3AM", en gaat dan verder naar straatniveau in "Alleycat Blues". Vervolgens brengt het spel de speler naar de riolen in "Sewer Surfin'", het eerste van twee surflevels. Hoewel dit level een normaal level was in de arcadeversie, was het in de SNES-versie een bonuslevel. Ook had dit level in de arcadeversie geen eindbaas. In plaats daarvan verscheen Shredders gezicht, en stuurde hij de Turtles de timewarp in. In de SNES-versie heeft het level wel een eindbaas, en in het eropvolgende tussenfilmpje zien de Turtles de technodrome verschijnen en springen aan boord.
In de SNES-versie komt hierna een tweedelig level dat zich afspeelt in de Technodrome genaamd "Technodrome : Let's Kick Shell!" Dit level zit niet in de arcadeversie. Het eerste deel is een normaal sidescrollinglevel. Het tweede deel is een liftachtig level. Na dit level stuurt de Shredder de Turtles eveneens de timewarp in.
Het eerste tijdreislevel van het spel, "Prehistoric Turtlesaurus", speelt zich 2,5 biljoen jaar in het verleden af. Dit level is een dicht bos met grotten en dinosaurussen. De volgende twee levels zijn "Skull and Crossbones" en "Bury my Shell at Wounded Knee" (een woordspeling op het boek Bury my heart at Wounded Knee). Deze spelen zich af op een piratenschip in 1530 en een trein in het Wilde Westen (1885).
De volgende twee levels spelen zich af in de toekomst. De eerste, "Neon Night-Riders", vindt plaats in een sciencefictionachtige versie van 2020. Dit is het tweede surflevel van het spel. In de arcadeversie is dit level een sidescrollinglevel gelijk aan level 3, maar in de SNES-versie is het een thirdpersonlevel. Ook is dit level, net als "Sewer Surfin'", een bonuslevel op de SNES. Het laatste tijdreislevel is de "Starbase : Where No Turtle Has Gone Before", die zich afspeelt in het jaar 2100 op een ruimtekolonie.
Voor het laatste level keert het spel terug naar het heden (1991). In tegenstelling tot de andere levels bestaat dit level, "Technodrome : The Final Shell-Shock", alleen maar uit een eindbaasgevecht. In de arcadeversie moet men Shredder verslaan. In de SNES-versie Super Shredder (uit de tweede film).

## Vijanden

### Reguliere vijanden
Het grootste deel van de vijanden die de speler tegenkomt zijn Foot Clan soldaten. Deze soldaten dragen verschillende kleuren uniformen, afhankelijk van het wapen dat ze gebruiken. De meest gangbare zijn paarse Foot Soldiers. Deze zijn ongewapend. Ze gebruiken traptechnieken en kunnen de Turtles vasthouden zodat ze open staan voor een aanval. Meestal komen ze gewoon aanlopen, maar per level hebben ze eenmaal een unieke entree. Zo duiken ze opeens op uit verborgen plaatsen in de achtergrond, teleporteren of rijden op paarden.
Foot Soldiers gekleed in de andere zes kleuren uniformen gebruiken traditionele ninjawapens zoals de sai, shuriken, tonfa of nunchaku. Elk wapen heeft een ander bereik, aanvalskracht en snelheid.
Na de Foot Soldeirs zijn de Stone Warriors de meest voorkomende vijanden. Deze zijn gewapend met moderne wapens zoals machinegeweren en granaatlanceerders, of zelfs futuristische lasers.
Verder zijn er nog uniek vijanden die vaak maar in een of twee levels meedoen. Dit zijn o.a. de Chunky Cheese Pizza Monsters uit"Sewer Surfin'", de futuristische A6 Annihilators uit "Starbase: Where No Turtle Has Gone Before" en de boksende robots uit de aracadeversie van "Alleycat Blues" en "Neon Night-Riders".
Het SNES spel bevat nog twee extra soorten vijanden. De eerste zijn Roadkill Rodneys, die de boksende robots vervangen in "Alleycat Blues". De tweede zijn Mousers, die de speler ontmoet in "Technodrome: Let's Kick Shell!" en "Neon Night-Riders".

### Eindbazen
De arcadeversie en de SNES versie gebruiken vrijwel dezelfde eindbazen.
| Level                                                | Arcade Baas                     | SNES Baas                                    |
| ---------------------------------------------------- | ------------------------------- | -------------------------------------------- |
| Big Apple, 3AM                                       | Dr. Baxter Stockman (vliegvorm) | Dr. Baxter Stockman (vliegvorm)              |
| Alleycat Blues                                       | Metalhead                       | Metalhead                                    |
| Sewer Surfin'                                        | Geen'                           | Rat King                                     |
| Technodrome: Let's Kick Shell!                       | Geen level in dit spel          | Tokka en Rahzar Shredder in een gevechtstank |
| B.C. 2500000000: Prehistoric Turtlesaurus            | Cement Man                      | Slash                                        |
| A.D. 1530: Skull and Crossbones                      | Tokka en Rahzar                 | Bebop en Rocksteady                          |
| A.D. 1885: Bury my Shell at Wounded Knee             | Leatherhead                     | Leatherhead                                  |
| A.D. 2020: Neon Night-Riders                         | Super Krang                     | Super Krang                                  |
| A.D. 2100: Starbase: Where No Turtle Has Gone Before | Krang in een ruimteschip        | Krang in een ruimteschip                     |
| Technodrome: The Final Shell-Shock                   | Shredder                        | Super-Shredder                               |

Vrijwel al deze eindbazen zijn overgenomen uit de toen lopende animatieserie. Enige uitzonderingen zijn Tokka en Rhazar en Super Shredder, die zijn overgenomen uit de tweede film.
Het gevecht met Shredder varieert sterk in beide versies. In het Arcadespel bevecht de speler hem alleen op het einde, en ziet Shredder eruit zoals in de animatieserie. In de SNES versie bevecht de speler Shredder tweemaal. In de technodrome gebruikt hij een tank als wapen. De Turtles kunnen hem niet benaderen en moeten Foot Soldiers op de Tank gooien om deze te beschadigen. In het laatste level is hij Super-Shredder.

## Soundtrack
De originele muziek van het spel werd gecomponeerd door Kôzô Nakamura, Een TMNT veteraan die ook de muziek van de eerder arcadespellen in de serie componeerde. De soundtrack werd geproduceerd door Kazuhiko Uehara en Harumi Ueko. Beide werkten later ook mee aan Tournament Fighters.
De stemmen van de personages in de tussenstukjes, en hun voice overs in het spel zelf, werden grotendeels gedaan door de stemacteurs van de animatieserie. De belangrijkste uitzondering is Shredder. James Avery werkte niet mee aan het spel, dus werd Shredders stem in het spel gedaan door Jim Cummings. De stemmen van Tokka en Rahzar, die op dat moment alleen nog bekend waren van de film, werden gedaan door Frank Welker, dezelfde acteur die hun stemmen ook in de film deed.
De vernieuwde versie die als bonusspel beschikbaar was op Mutant Nightmare bevatte nieuwe muziek, en de stemmen werden opnieuw ingesproken door de stemacteurs van de tweede animatieserie. Deze verandering viel niet goed bij veel fans van de originele versie.

## Teenage Mutant Ninja Turtles: The Hyperstone Heist
Een herontworpen versie van dit spel kwam uit voor de Sega Genesis/Mega Drive als Teenage Mutant Ninja Turtles: The Hyperstone Heist in de VS, Teenage Mutant Hero Turtles: The Hyperstone Heist in Engeland, en Teenage Mutant Ninja Turtles: Return of the Shredder in Japan. In deze versie van het spel werd het tijdreisconcept weggelaten en vervangen door een plot waarin Shredder de Hyperstone gebruikt om Manhattan te doen krimpen. De levels van het Arcadespel werden ook gebruikt voor dit spel.

## Reacties

### TMNT: Turtles in Time
| Publicatie              | Score         |
| ----------------------- | ------------- |
| IGN reader average      | 8.8 / 10      |
| All Game Guide          | 4 / 5 (great) |
| IMDb                    | 7.7 / 10      |
| GameSpot reader average | 9.0 / 10      |

Critici vergeleken de arcadeversie van Turtles in Time al snel met het het eerste TMNT arcadespel, dat twee jaar eerder uitkwam. De conclusie hiervan was dat dit spel duidelijk een verbetering was van zijn voorganger op het gebied van graphics, muziek en actie.

### TMNT IV: Turtles in Time
| Publicatie              | Score               |
| ----------------------- | ------------------- |
| IGN reader average      | 8.7 / 10            |
| Nintendojo              | 9.4 / 10            |
| The Video Game Critic   | B+                  |
| Honest Gamer            | 6.0 / 10 (good)     |
| Netjak                  | 7.5 / 10            |
| All Game Guide          | 3.5 / 5 (very good) |
| MobyGames               | 3.9 / 5             |
| GameSpot reader average | 8.9 / 10            |
| Nintendo Power          | 4 / 5               |

De SNES versie van Turtles in Time wordt vaak het beste TMNT spel ooit genoemd, die de vorige NES spellen ver overtreft. Het spel had betere graphics en animaties dan de vorige drie spellen, en kwam qua verhaal dicht in de buurt van de eerste animatieserie.
Deze versie van Turtles in Time wordt ook als beter gezien dan de arcadeversie, dankzij de vele toevoegingen en verbeteringen.
Net als de Arcadeversie gebruikte de SNES maar twee knoppen voor het hele — aanvallen en springen — ondanks dat de SNES controller zes knoppen had. Het lopen kan automatisch gaan (zoals in het arcadespel) of door tweemaal op de linker of rechter pijl te drukken.

## Trivia
- De film Teenage Mutant Ninja Turtles III krijgt vaak als ondertitel “Turtles in Time” mee. Toch heeft de film niets te maken met dit spel.